# Kapiriella
Kapiriella is een geslacht van wantsen uit de familie van de Tingidae (Netwantsen). Het geslacht werd voor het eerst wetenschappelijk beschreven door Schouteden in 1919.

## Soorten
Het genus bevat de volgende soorten:

- Kapiriella conradsi Drake, 1957
- Kapiriella denigrata Drake, 1956
- Kapiriella desaegeri Drake, 1957
- Kapiriella inopinus (Drake, 1945)
- Kapiriella leplaei Schouteden, 1919
- Kapiriella maynei (Schouteden, 1919)
- Kapiriella natalana Drake, 1956
- Kapiriella polita (Drake, 1948)
- Kapiriella saetula Drake, 1957
- Kapiriella schoutedeni Drake
- Kapiriella wechinai Drake, 1957